# Batár
Batár (ukránul Братове / Bratove) falu Ukrajnában, Kárpátalján, a Beregszászi járásban, Nagyszőlőstől 23 km-re délre a Batár-patak mellett. Neve az azonos nevű vízfolyás nevéből származik, az pedig a török batar (= nyugat) szóból.

## Története
1216-ban Batar néven említik először. Az egykori Ugocsa vármegye egyik legrégibb településének 950 lakosa közül 770 (80%) a magyar.
A 14. században flamandok lakták, később azonban már nem említették őket.
A 16. századtól a település birtokosai a Vetésy, Perényi, és Gyulay családok voltak.
Az 1717-es tatár betörés után ruszinokat telepítettek ide.
1910-ben 540, túlnyomórészt magyar lakosa volt.
A trianoni békeszerződésig Ugocsa vármegye Tiszántúli járásához tartozott.
2020-ig Nevetlenfaluhoz tartozott.

## Nevezetességek
- Középkori római katolikus templomát a Reformáció kezdetétől a reformátusok használták. A 19. századtól a településen az ukrán lakosság került túlsúlyba. A református lakosság eltűnésével együtt a 19. században a templom is elpusztult.
- Ortodox temploma a 19. században épült.

## Híres emberek
- Itt nevelkedett Szocska A. Ábel nyíregyházi megyéspüspök.